# アルジェリアの世界遺産
アルジェリアの世界遺産（アルジェリアのせかいいさん）はユネスコの世界遺産に登録されているアルジェリアの文化・自然遺産の一覧。

## 文化遺産
- ベニ・ハンマードの城塞 -（1980年）
- ムザブの谷 -（1982年）
- ジェミラ -（1982年）
- ティパサ -（1982年）
- ティムガッド -（1982年）
- アルジェのカスバ -（1992年）

## 自然遺産
なし

## 複合遺産
- タッシリ・ナジェール -（1982年）